# 1082年
| 千纪： | 2千纪 |
| 世纪： | 10世纪 \| 11世纪 \| 12世纪                                                                                 |
| 年代： | 1050年代 \| 1060年代 \| 1070年代 \| 1080年代 \| 1090年代 \| 1100年代 \| 1110年代                           |
| 年份： | 1077年 \| 1078年 \| 1079年 \| 1080年 \| 1081年 \| 1082年 \| 1083年 \| 1084年 \| 1085年 \| 1086年 \| 1087年 |
| 纪年： | 壬戌年（狗年）；辽大康八年；北宋元丰五年；西夏大安九年；大理保立元年；越南英武昭勝七年；日本永保二年       |

## 大事记
- 中国
  - 宋神宗根據《唐六典》为蓝本，使唐風三省六部體制在形式上復活。
  - 西夏在永乐城之战中大破宋军。
- 蒲甘王國
  - 白固總督孟族人耶曼干起兵謀反，蒲甘王國國王蘇盧在戰亂中被俘。
- 歐洲
  - 威尼斯共和國與拜占庭帝國簽訂金璽詔書，取得免稅優惠及商業基地。

## 逝世
- 徐禧